# 田名網駿一
田名網 駿一（たなあみ しゅんいち、1991年9月24日 - ）は、熊本放送（RKK）所属のアナウンサー。

## 来歴
東京都東村山市出身。東海大学菅生高等学校・中等部、東海大学工学部建築学科卒業。在学中、カリフォルニア大学サンディエゴ校に留学していた。
2014年4月に熊本放送に入社。

## 人物・エピソード
ラジオが好きで、主にTBSラジオJUNKの『バナナマンのバナナムーンGOLD』やニッポン放送『福山雅治のオールナイトニッポンサタデースペシャル・魂のラジオ』、エフエム東京『山下達郎のサンデーソングブック』などを聴いていた。
ラジオの影響もあってか、大瀧詠一やフランク・シナトラなどにも影響を受けたという。
TBSラジオ『爆笑問題の日曜サンデー』の特別企画『JRN全日本ラジオ新番組選手権2015』で、担当番組『よるめぐ』がグランプリに輝く。

また『よるめぐ』は、『日本民間放送連盟賞』優秀賞を受賞。

## 現在の出演番組

### ラジオ・テレビ
- 熊日ニュース（随時。但し2025年4月から、水曜朝のラジオ2枠は固定）
- スポーツ実況（野球、サッカー、バスケットボール、ラグビー、駅伝、マラソン、ハンドボール等）

### ラジオ
- Wakey Wakey!（水曜・2025年4月2日 - ）

### テレビ
- 熊日ニュース
- 週刊山崎くん
  - 一時降板していたが、2022年4月より3代目男性司会者として復帰。

### ポッドキャスト
- まさやん・田名網のポッドキャスト酒場

## 過去の出演番組

### ラジオ
- RKKスクリーンミュージック
- イズミダアワーそれでどうよッ! - 数回出演歴あり。
- 真夜中のつぶやき（月曜）
- J-Hits COUNTDOWN
- 器楽合奏コンクール
- よるめぐ→昼でもよるめぐ（2015年3月-2017年9月）
- ラジてん（木曜、2020年10月1日 - 2022年9月29日）

### テレビ
- RKKワイド夕方いちばん（金曜の中継コーナー）
- ウェルカム!（MC 月曜 - 金曜15:00 - 16:50、2015年 - 2019年）
- からふる（金曜9:55 - 10:25、2020年 - 2022年）
- 熊本城マラソン2015
- はっ県!くまモンラボ[6]（水曜19:50 - 19:56）
- RKK番組批評（毎月最終日曜 6:30 - 6:45）
- 夕方LIVE ゲツキン!（2019年 - 2025年）
  - 2022年4月からは水 - 金ニュース担当。
- バナナマンのせっかくグルメ!!（TBSテレビ、2021年6月27日）
  - 「JNN系列28局で聞いた!せっかく接待グルメ 熊本放送編」のロケで、熊本放送本社玄関ロビー（RKKアトリウム）に「日村ロボ」が設置された際、「よるめぐ」「からふる」等で永らく共演したMEGと共に中華料理店を紹介。MEGと共にその中華料理店に食レポに行った様子も放送された。
- 熊本城マラソン2024

#### 他局での出演
- くりぃむしちゅーの熊本どぎゃん!?（熊本県民テレビ、2025年8月8日）